# Marianne von Werefkin
Marianne von Werefkin, en ruso Marianna Vladímirovna Verióvkina (Марианна Владимировна Верёвкина) (Tula, Imperio ruso, 10 de septiembre de 1860 - Ascona, Suiza, 6 de febrero de 1938) fue una pintora expresionista rusa.

## Trayectoria
Hija de una pintora de ascendencia principesca cosaca y del Comandante de Regimiento de Ekaterimburgo, de familia aristocrática, recibió su primera formación artística por parte de su madre. En 1880 empezó a estudiar en el taller del pintor Iliá Repin, uno de los principales pintores realistas de Rusia de la época cuya carrera se interrumpió en 1888, cuando se dañó la mano derecha (con la que pintaba) en un accidente de caza.  
En 1892 Marianne von Werefkin conoce a Alexej von Jawlensky, con quien se trasladó a Múnich. A partir de entonces abandonaría la pintura durante diez años para dedicarse a alentar y apoyar a su marido, de carácter posesivo. Cuando se separaron en 1921, su obra vivió un renacimiento que duraría hasta unos años antes de su muerte, cuando su salud no le permitió seguir pintando.
Su obra se organiza en tres periodos. El primero comienza en 1906, cuando vuelve a pintar después de la década apoyando a su marido, de la que se conservan bocetos y dibujos a lápiz. Un año después, Werefkin compone su primera obra expresionista bajo la influencia de Edvard Munch. En este tiempo trabaja influida por el neo-impresionismo y la iconografía de cafés y teatros. Finalmente, el periodo que abarca de 1908 a 1913, se acerca a la abstracción, con el predominio de las líneas y los colores por encima de cualquier otro elemento.
Pasó varios veranos en Murnau con Jawlensky, Gabriele Münter y Kandinsky, con quienes impulsó la Neue Künstlervereinigung de la ciudad alemana. En 1909, junto con Jawlensky, se adhiere a la Nuova Associazione degli Artisti di Monaco y en 1911, al nuevo grupo Der Blaue Reiter. 
Con el estallido de la Primera Guerra Mundial, se trasladó a Ascona, en Suiza, donde en 1924 fundó el grupo «Grosser Bar» (Osa Mayor).

## Obra
- Spring Sunday, 1907
- Autumn (School), 1907
- Garden party, 1907
- I in the café, 1909
- Autorretrato, 1910
- Tragic Mood, 1910
- Ice Skater, alrededor de 1911
- The family 1922[7]
- The secondary road
- The beer garden
- The red tree.
- Town in Lithuania
- Old age

## Galería

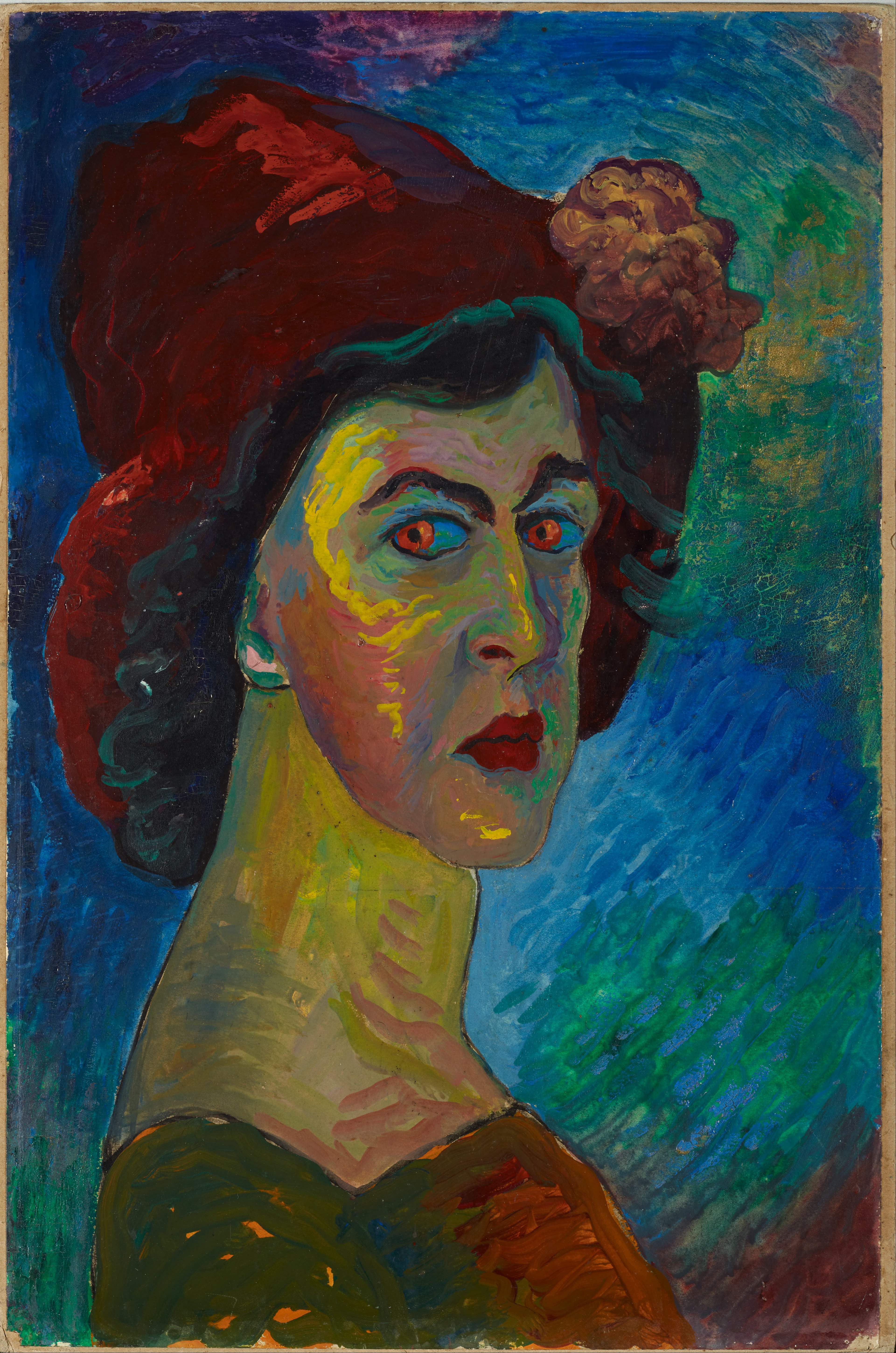
Selfportrait I
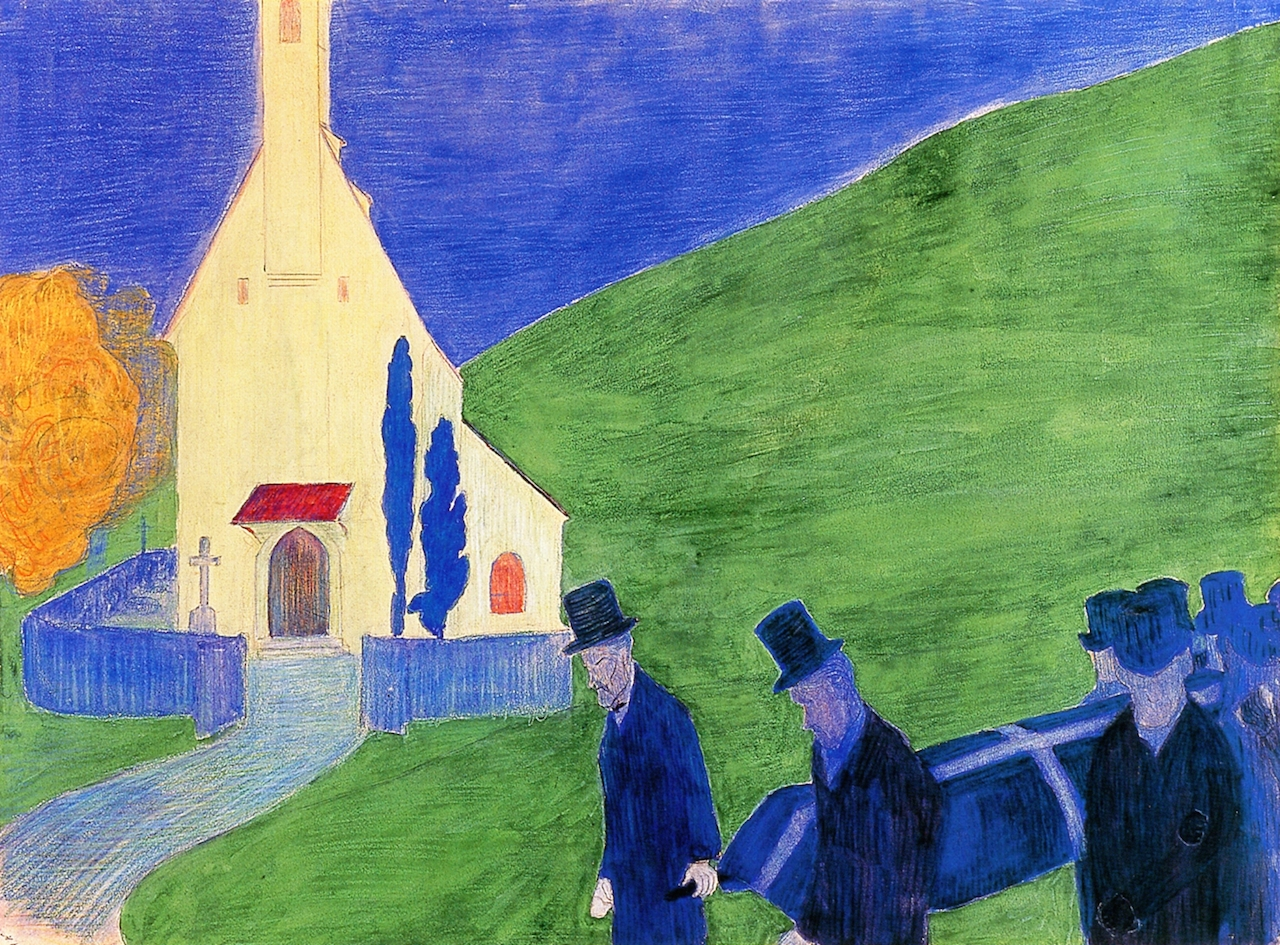
Funeral
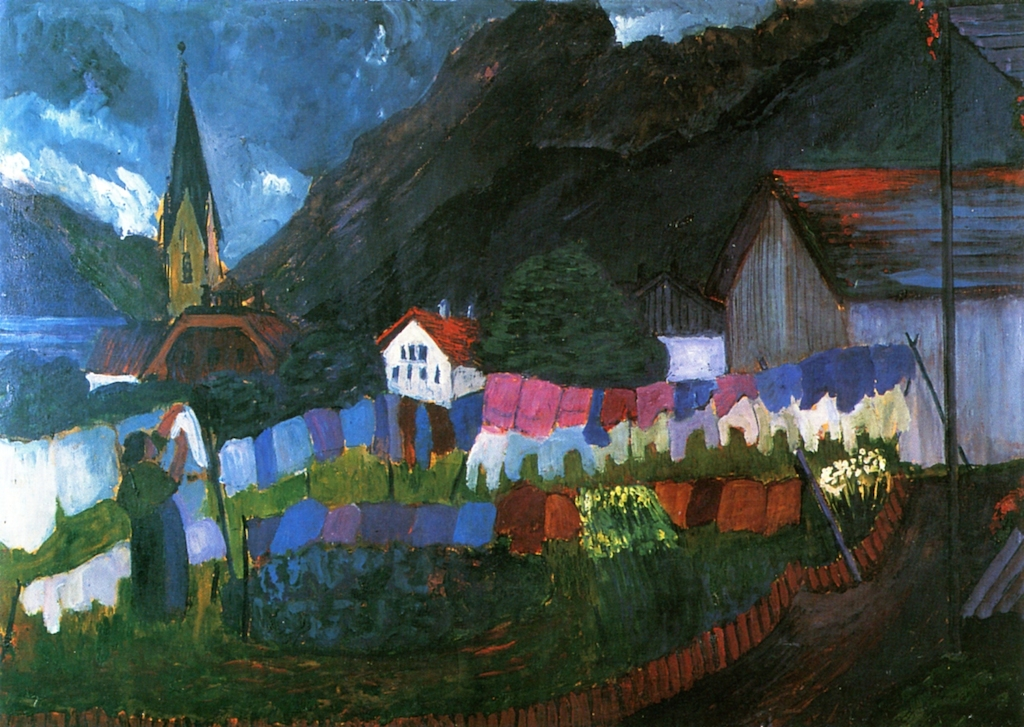
In the Willage
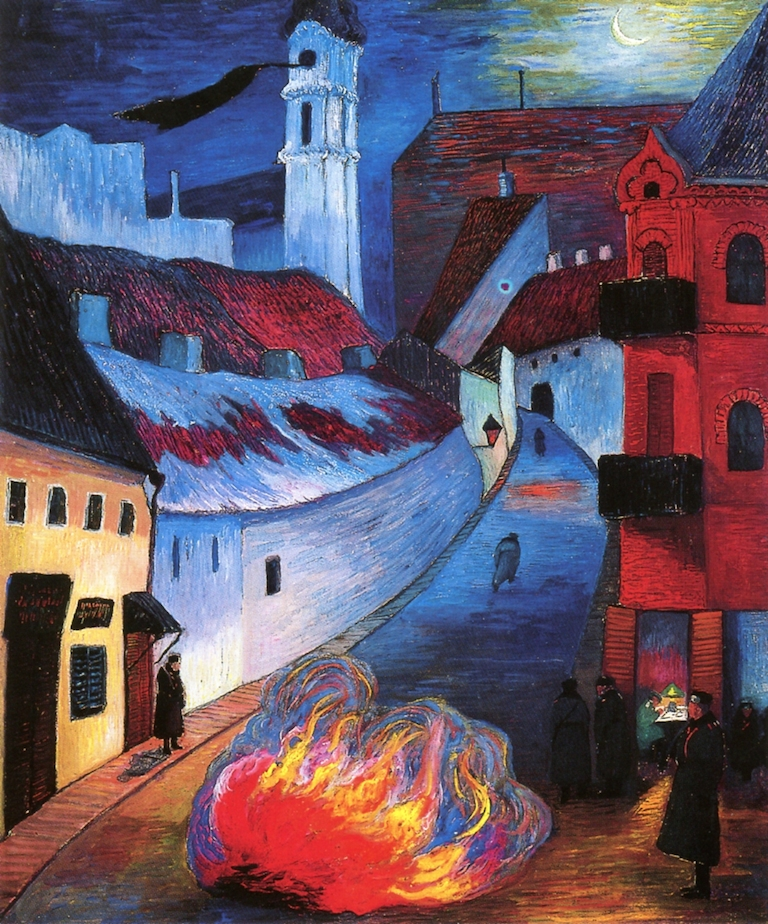
Police Post in Wilna
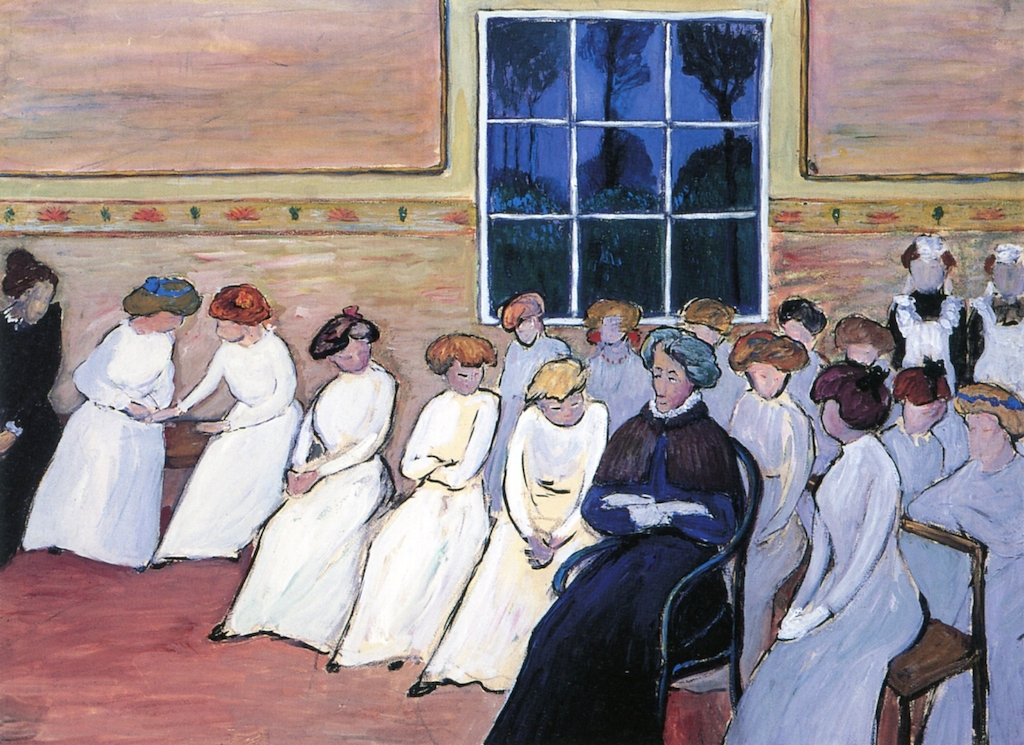
Boarding School for Girls
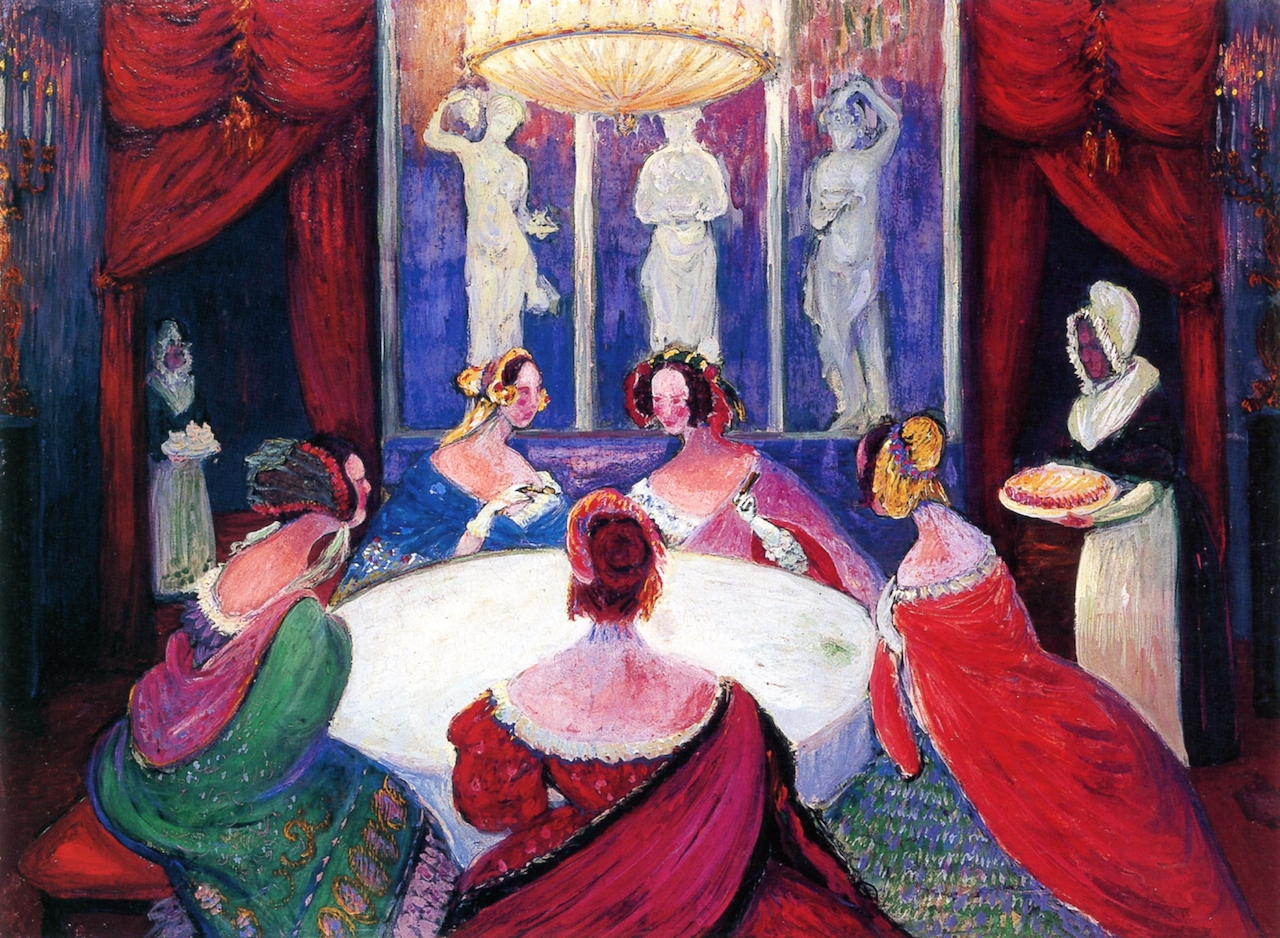
Soirée
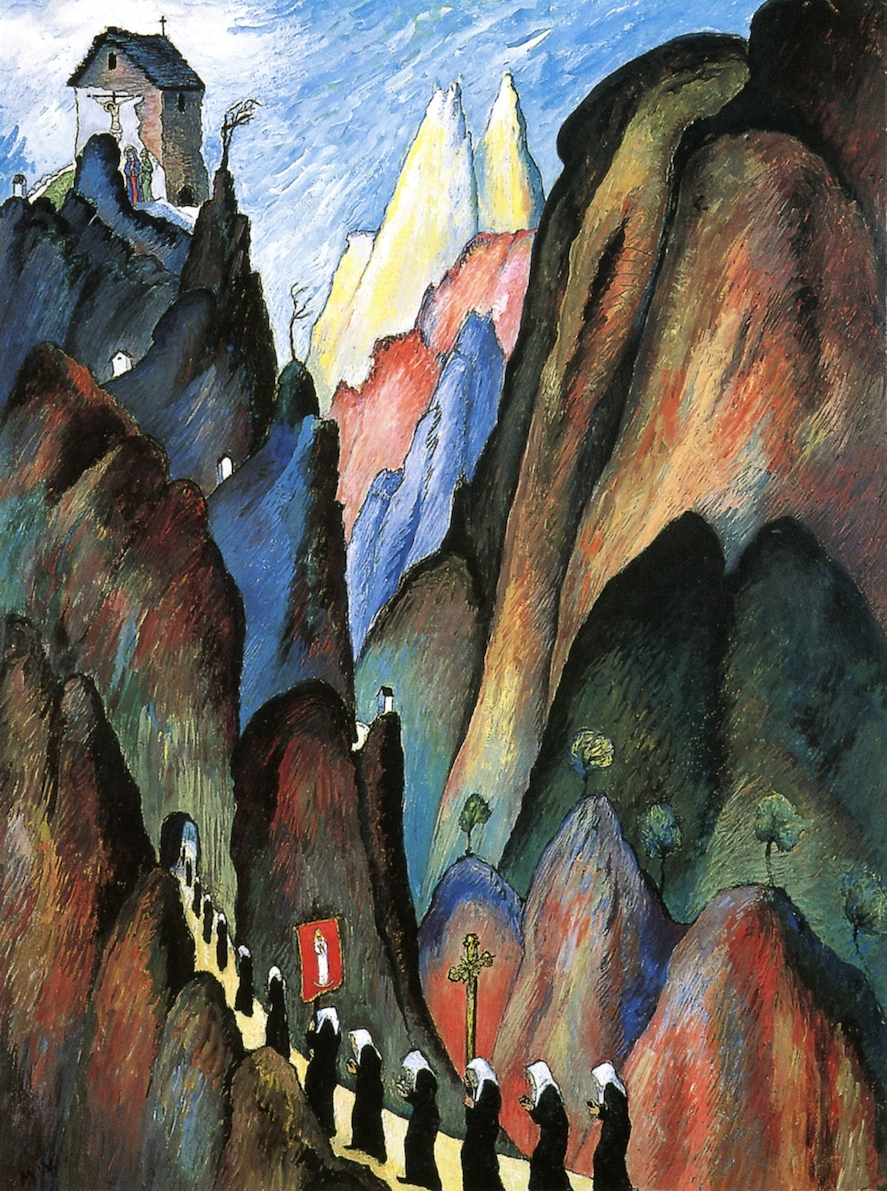
The Way of the Cross II
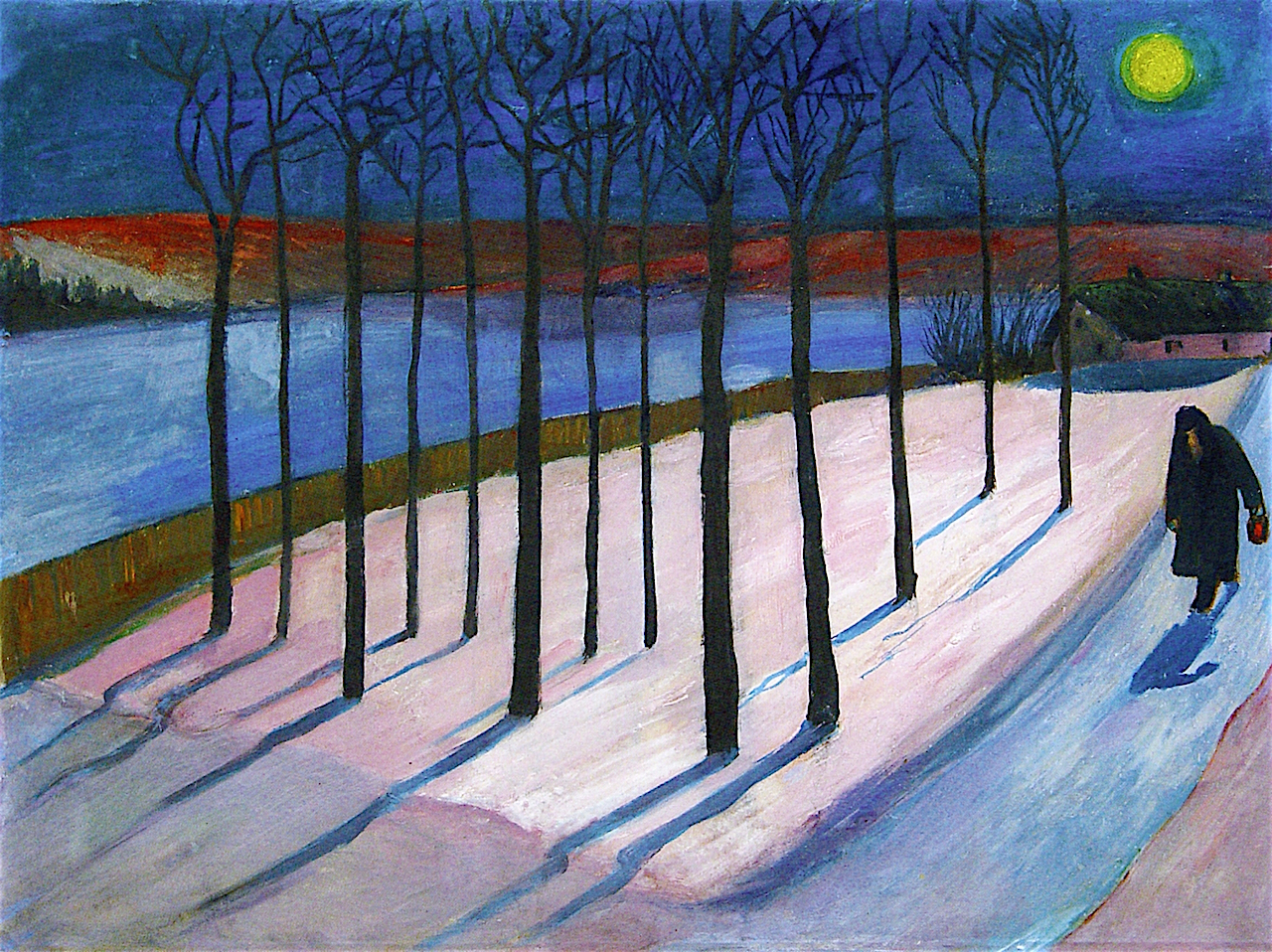
Moonlit
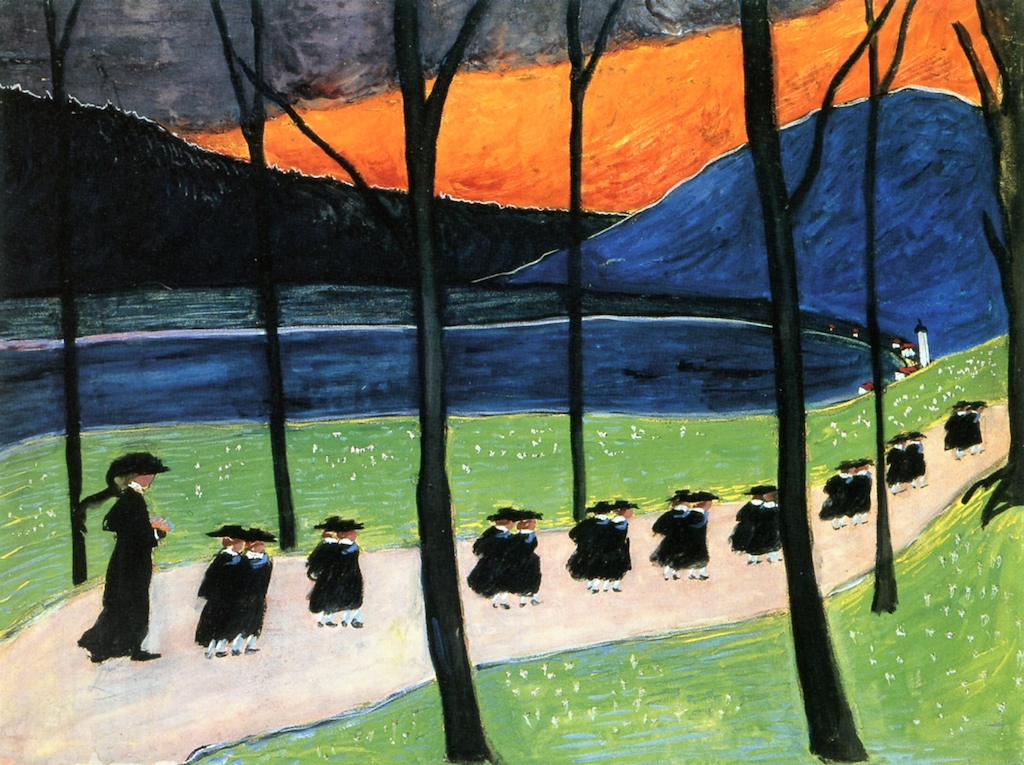
Autumn
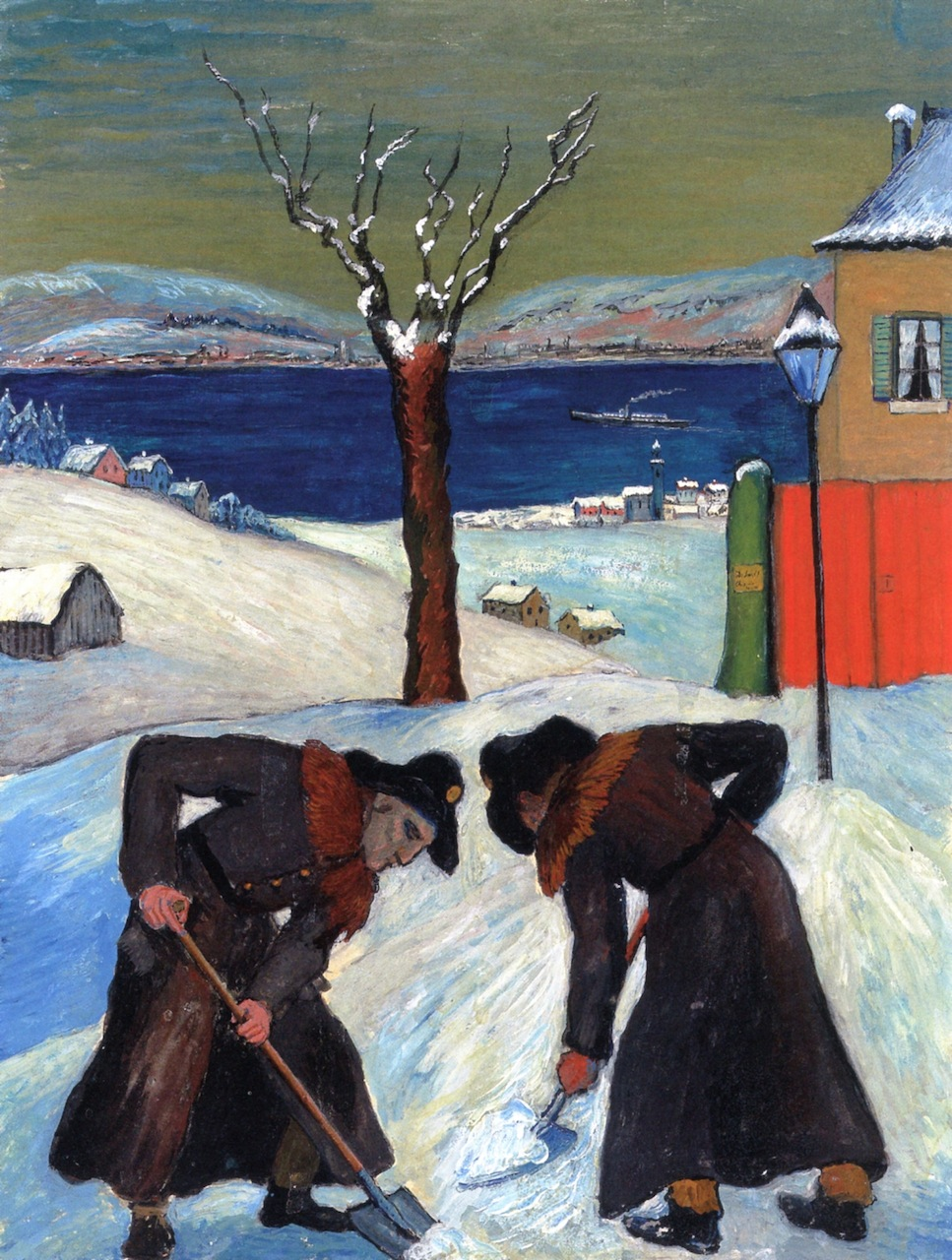
Schnee über Nacht
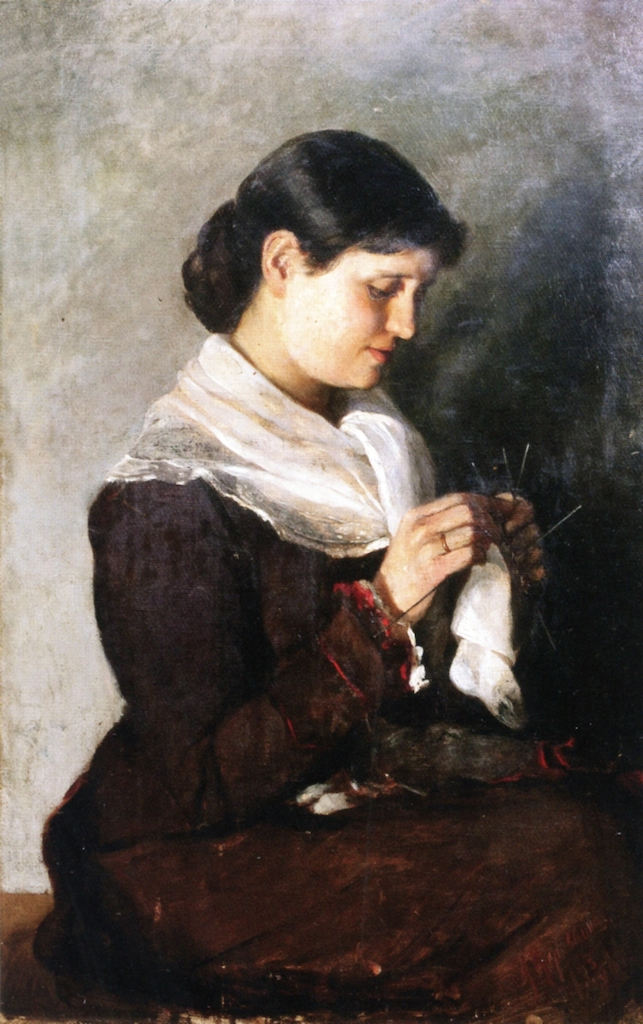
Portrait of Vera Repin
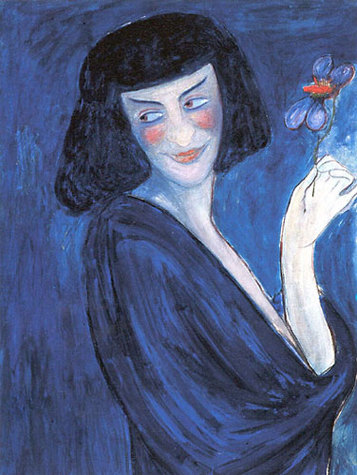
Der Tänzer Sacharoff
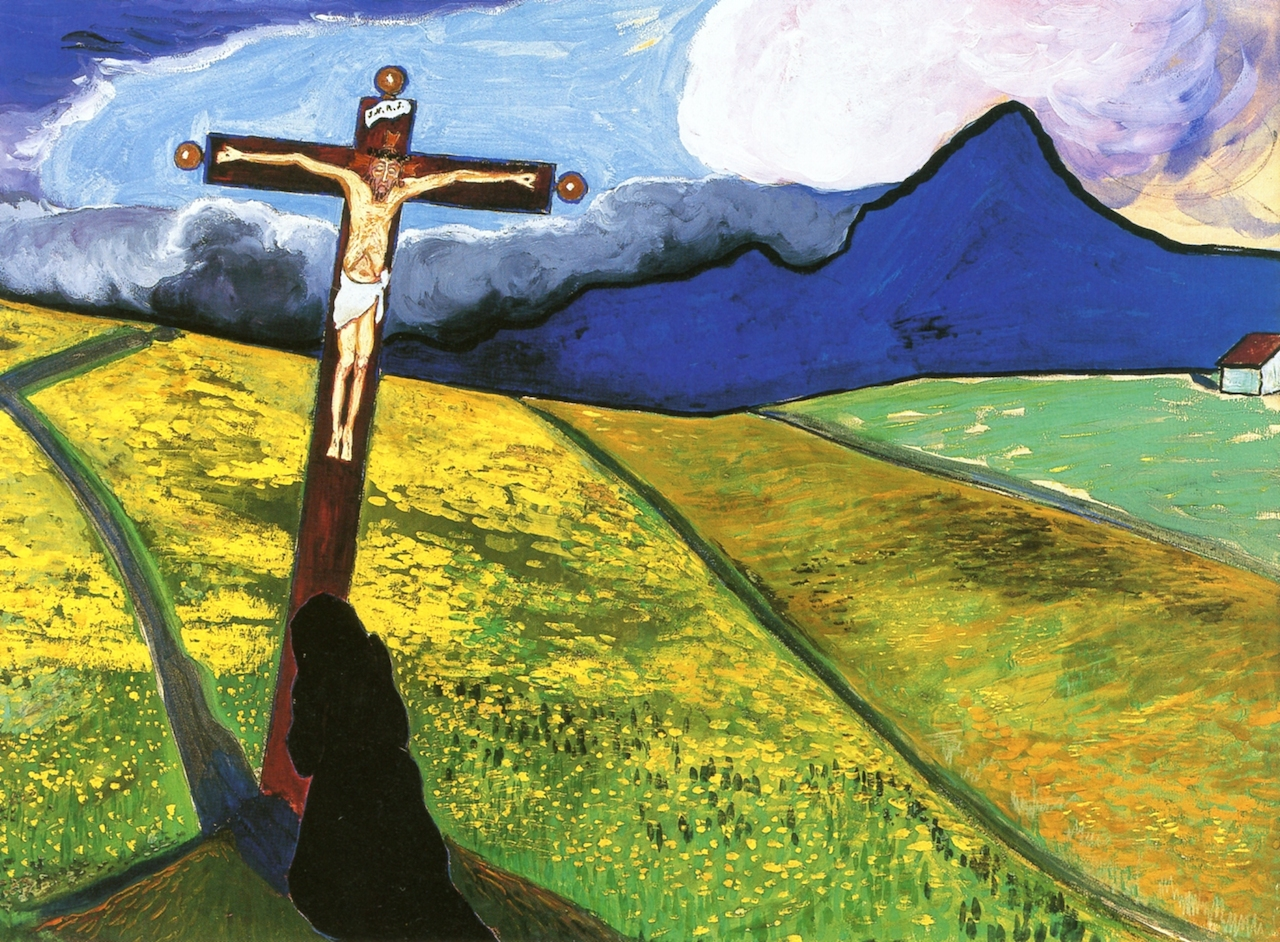
Cross in a Landscape
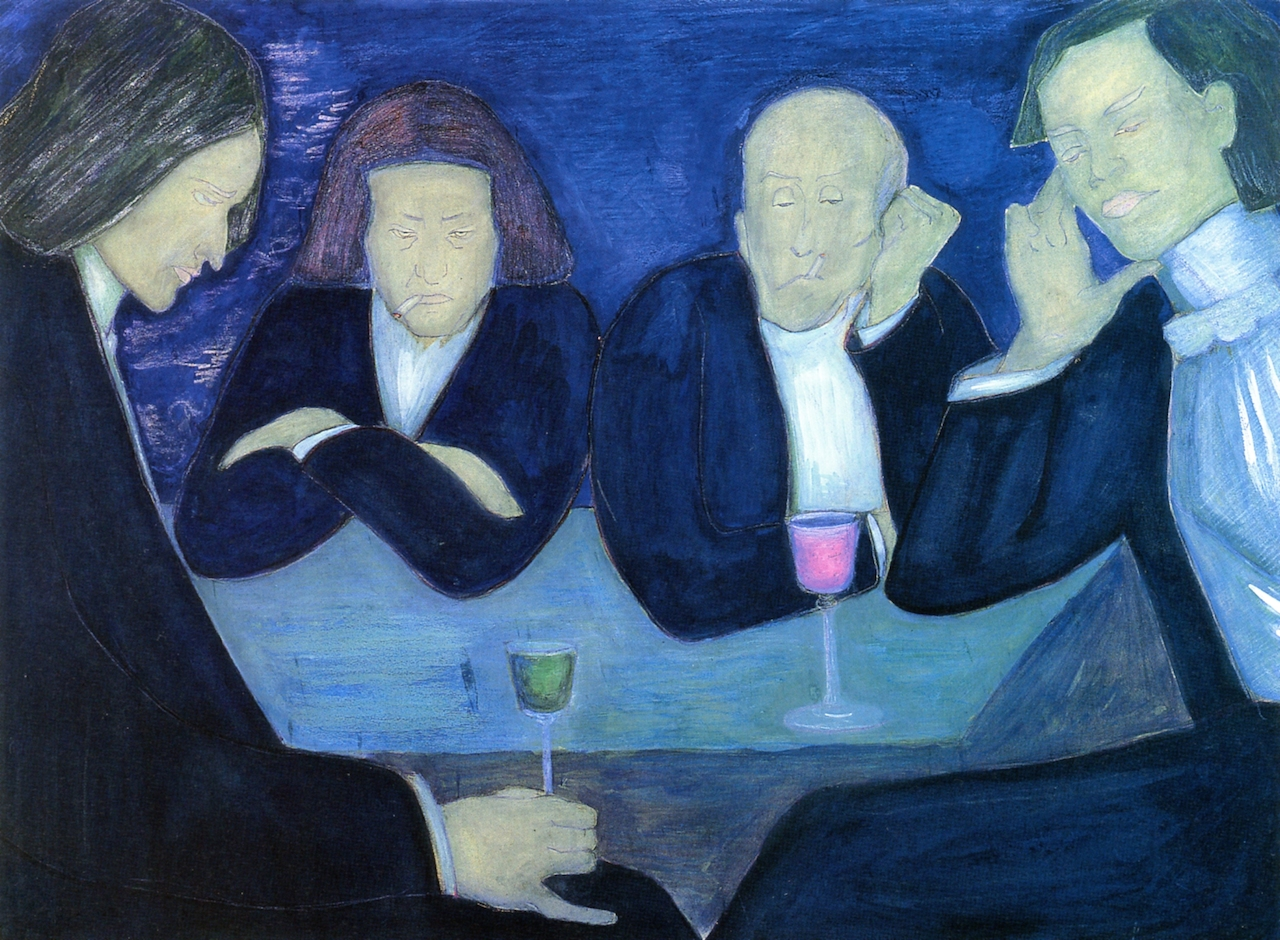
At the Café
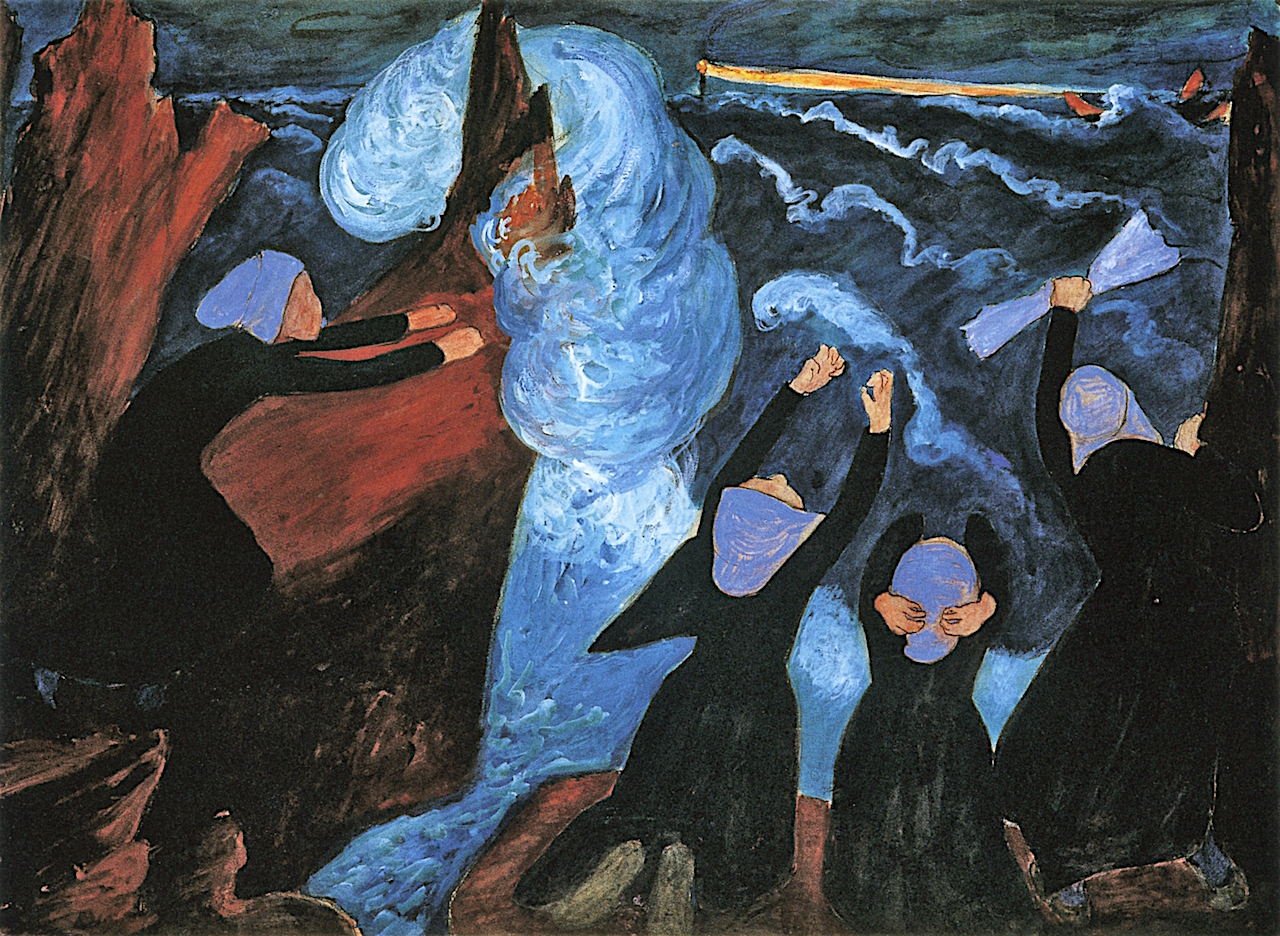
The Storm
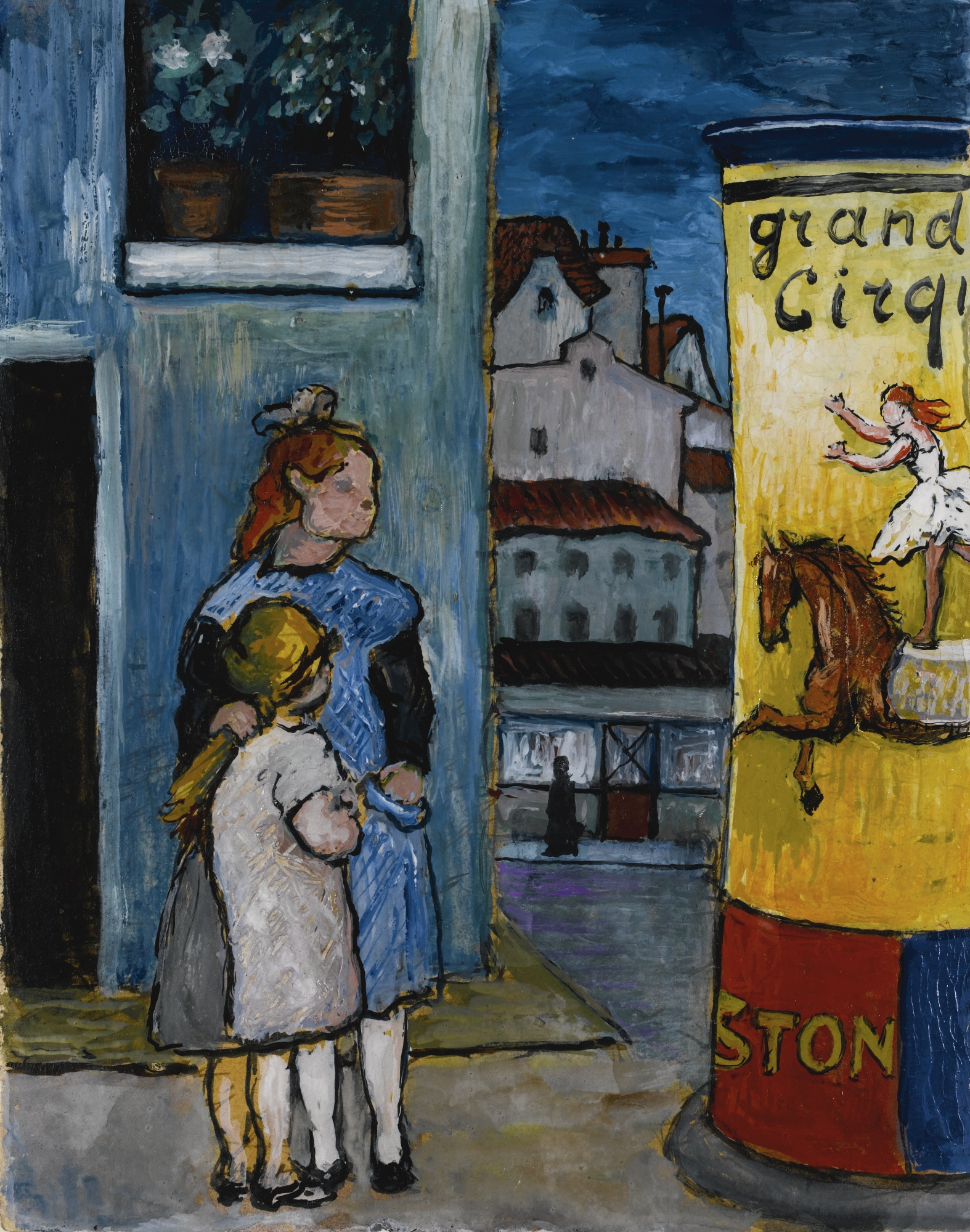
Zwei Kinder vor Litfaßsäule “Grand Cirque